# Corporations des arts et métiers de Florence
Pour les articles homonymes, voir Arte (homonymie).

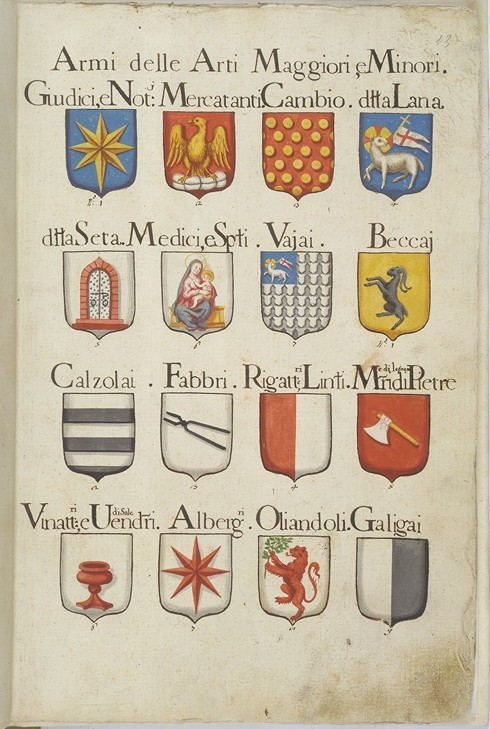
Armoiries instituées au Moyen Âge pour les corporations d'arts et métiers de Florence (manuscrit du XVIIIe s.).

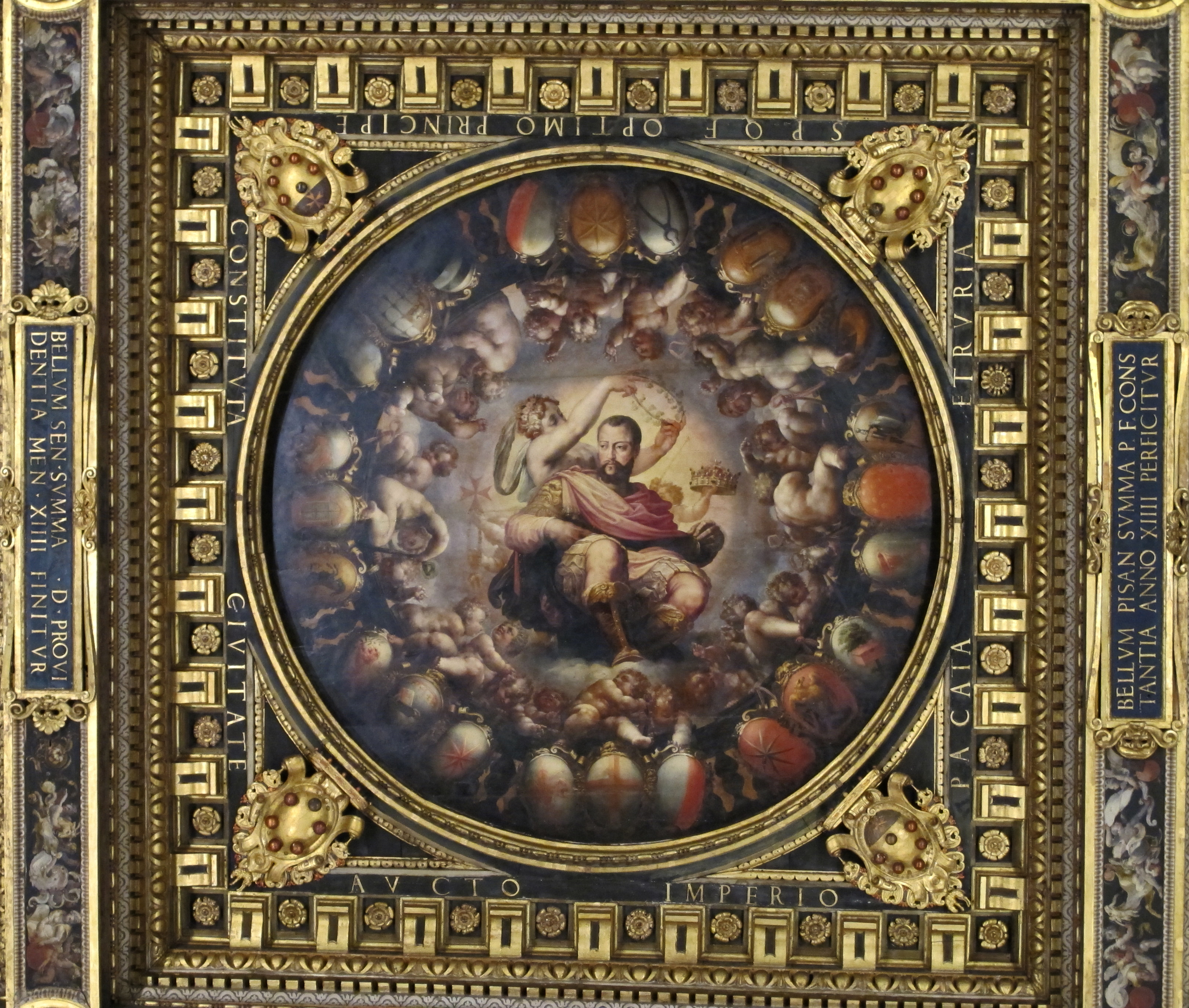
Apothéose de Côme de Médicis, duc de Florence, entouré par les armoiries des Arti. Peinture de Giorgio Vasari, Palazzo Vecchio, Florence.

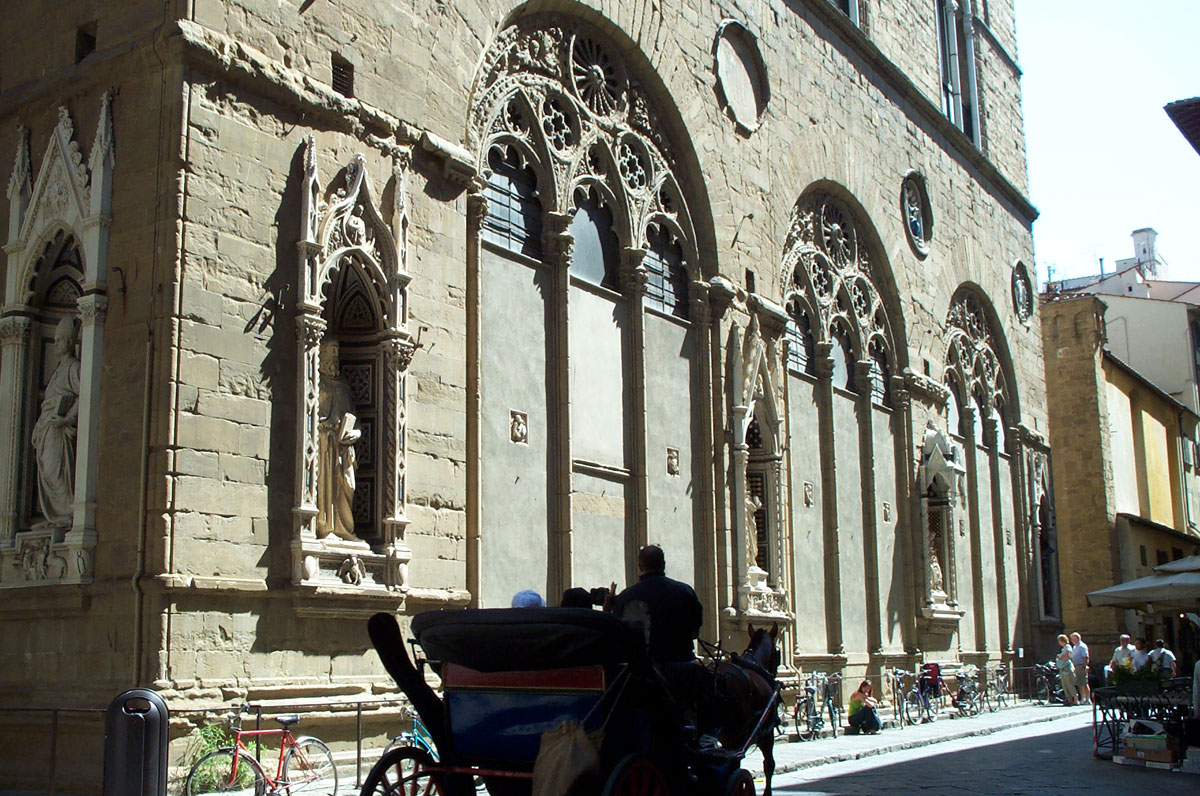
Les niches (Tabernacoli) des saints patrons des Arti sur les façades d'Orsanmichele

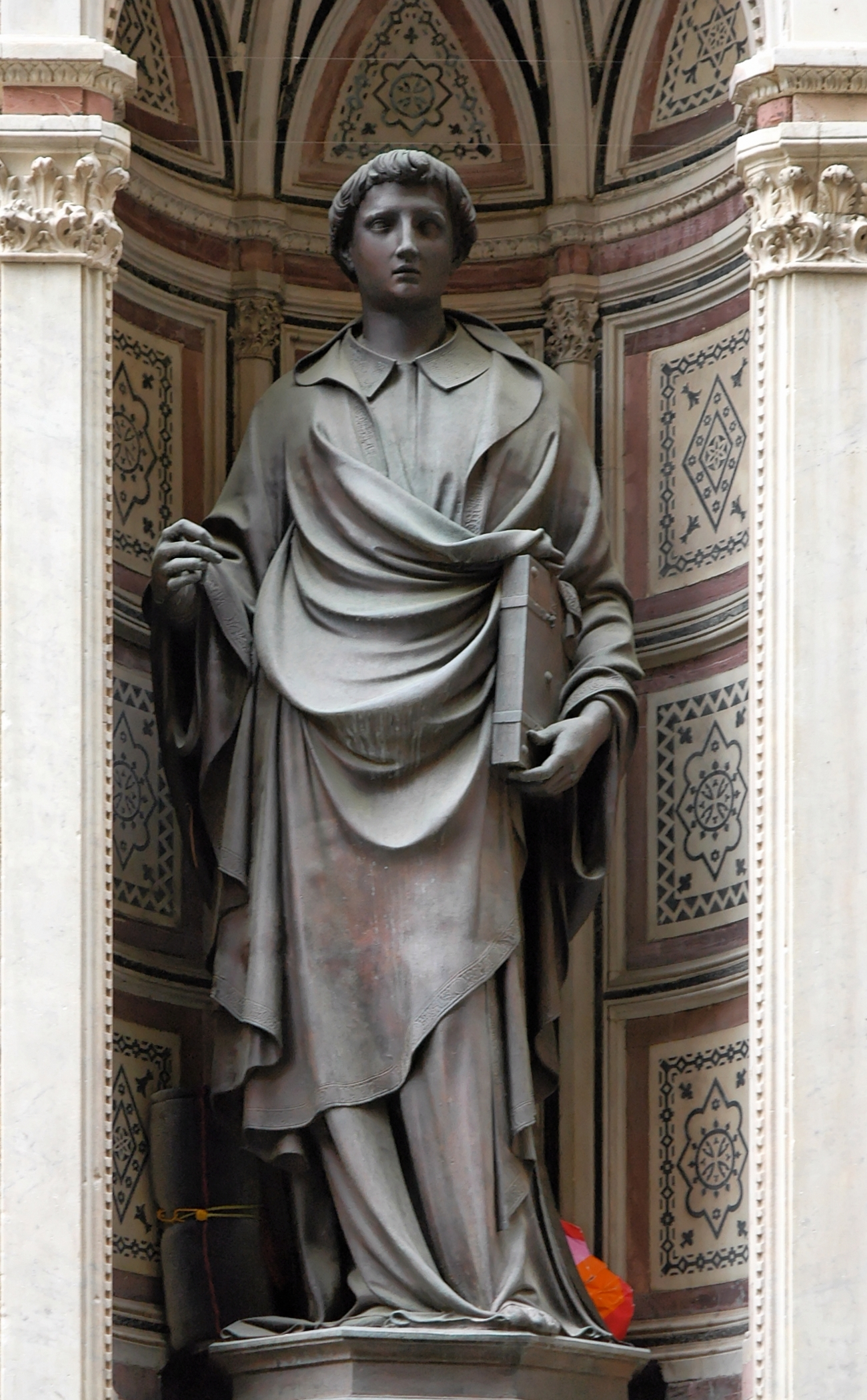
Statue de saint Étienne, patron de l'Arte della Lana par Lorenzo Ghiberti en niche sur la façade d'Orsanmichele

Les corporations des arts et métiers de Florence (en italien, Arti di Firenze) désignent les organisations professionnelles qui ont existé à partir du XIIe siècle dans la république de Florence, qui s'impose en moins d'un siècle comme l'un des grands États d'Italie, en tant que puissance économique majeure, avec des entreprises opérant à l'échelle de l'Europe. Elles furent supprimées en 1770.
Ces organisations professionnelles, appelées en France « métiers » (et plus tard, « corporations »), ou guildes, étaient en Italie appelées arti (pluriel du mot arte).
La règle est la suivante : tout citoyen florentin qui exerçait un métier qui rapportait à la cité de la richesse appartenait automatiquement à une organisation de métier, un Arte, qui, à partir du XIIIe siècle, faisait partie soit des sept Arti maggiori, soit des Arti minori, l'ensemble étant appelé Arti di Firenze. Un certain nombre de personnes en étaient cependant dépourvu ou exclu.
Ce classement avait une importance politique et sociale fondamentale, puisque le gouvernement, la Seigneurie de Florence, était formé par six représentants des arts majeurs et deux représentants des arts mineurs ; le neuvième, le gonfalonnier de justice, était choisi dans une des grandes familles de Florence. 
Des épisodes importants de l'histoire de la république sont liés à l'organisation des métiers en système de castes basées sur les revenus et la capacité pour chacun d'apporter de la richesse à la cité : en témoignent, la révolte des Ciompi, en 1378, et surtout, la prise du pouvoir par Savonarole à partir de 1494.

## Définition du motArte
L’Arte (au pluriel : Arti) est, depuis le Moyen Âge, l'ensemble des gestes précis concernant une pratique maîtrisée entre la science théorique et la pratique spontanée et va prendre son sens définitif connu aujourd'hui (Beaux-Arts).
Le mot s'applique donc d'abord pour la maîtrise d'une activité artisanale et ses savoirs transmis par les associations (guildes) ou les corporations des métiers qui protègent ainsi leurs savoir-faire, leurs secrets de fabrication, leur groupe.
L'implication de ces corporations est d'abord économique, ensuite politique, mais aussi artistique par le soutien à certains artistes (Liste des œuvres commanditées).
Le mot Arte, aussi appliqué à la production plastique artistique depuis l'antiquité se précisera par le nom de Beaux-Arts dès la naissance de la notion d'artiste signant ses œuvres et reconnu comme tel.  Ce domaine nécessite autant regroupement et aide mutuelle par souci culturel mais aussi politique (implication des Médicis dans les Beaux-Arts et les artistes à Florence) ; les Arti marchandes s'impliqueront, par le même souci, envers la production artistique, en créant ce que nous appelons aujourd'hui le mécénat.

## Contexte historique: la république de Florence
Dans le cadre du recul de l'autorité impériale en Italie au XIe siècle et au XIIe siècle, Florence devient une commune en 1115, disposant d'une grande indépendance en se plaçant en général dans le camp des papes (le parti Guelfe).
La forme de gouvernement qui apparait, en vertu de la constitution de 1293, est celui de la Seigneurie (Signoria di Firenze), d'essence républicaine et démocratique ; elle repose sur une répartition des citoyens de la Commune en différentes castes : la première, celle des Arts majeurs (six sièges sur neuf), ne laissant que deux sièges aux Arts moyens et mineurs, et un siège au gonfalonnier de justice.
À partir du XIIIe siècle, Florence est aussi un pôle de l'économie européenne, aux côtés des républiques de Venise et de Gênes, qui assurent l'essentiel du commerce en Méditerranée, mais aussi de Bruges (comté de Flandre) et de la Hanse en Europe du Nord. Florence est particulièrement tournée vers l'industrie de la laine et vers l'activité bancaire. Elle émet une monnaie réputée, le florin.

## Les corporations de Florence

### Histoire
Pour ces raisons, des riches et influentes corporations marchandes de Florence sont nommées Arti di Firenze et sont constituées au milieu du XIIe siècle à l'initiative d'une societas mercatorum de trois consuls en réaction d'opposition à la societas militium des aristocrates et de leurs alliés de la grande bourgeoisie, le popolo grasso.
Elles comportent également un chef militaire ou consul : le podestat dont la charge ne peut dépasser un an (Ainsi Jacopo di Cione inscrit à l'Arte dei Medici e Speziali en 1369, en devient le podestat de la corporation en 1384, en 1387 et en 1392).
Initialement de Calimala (le Change et la Laine - Cambio e Lana), dès 1193, plusieurs autres Arti s'en détachent et constituent les Arti maggiore dès le milieu du XIIIe siècle.
Dès 1282, les corporations fournissent les huit des neuf « Prieurs » (Priori) de la  Signoria (« la seigneurie ») le gouvernement florentin : six parmi les Arti maggiore et deux chez les Arti minori.
Toutes les corporations de la ville furent supprimées en 1770 par un décret du grand-duc  Pierre-Léopold de Lorraine.

### Les sept Arts majeurs (Arti maggiori)
- Arte di Calimala : production et commerce de draps - affinés de l'écru - et par conséquent négoce mais aussi importation d'épices, de parfums, de bijoux, d'étoffes précieuses, exportation de blé
- Arte del Cambio :  le Change et les banquiers
- Arte della Seta o di Por Santa Maria : les Soyeux et les Orfèvres
- Arte della Lana : la Laine
- Arte dei Vaiai e Pellicciai : les Pelletiers et Fourreurs
- Arte dei Giudici e Notai : les Juges et Notaires
- Arte dei Medici e Speziali : les Médecins et Apothicaires, mais aussi barbiers, épiciers, merciers et marchands de couleurs (pour le secret de leur fabrication) ; pour ces dernières raisons, les peintres leur sont associés.

### Les Arts mineurs (Arti minori)
Ils apparaissent  à partir de 1289 :
- Arte dei Linaioli e Rigattieri :  Tisseurs de Lin et fripiers
- Arte dei Calzolai : Chaussetiers
- Arte dei Fabbri : Forgerons et Métalliers
- Arte dei Maneschalchi : Maréchaux-ferrants
- Arte dei Beccai : Bouchers
- Arte dei Vinattieri : Marchands de vin, taverniers
- Arte degli Albergatori : Aubergistes
- Arte degli Oliandoli e Pizzicagnoli : Marchands d'huile, sel et fromages
- Arte dei Corazzai e Spadai : Armuriers et fourbisseurs
- Arte dei Chiavaioli : Serruriers
- Arte dei Correggia : Corroyeurs
- Arte dei Maestri di Pietra e Legname : Marchands de pierres et de bois travaillés
- Arte dei Fornai : Boulangers
- Arte dei Cuoiai e Galigai : Artisans du cuir et les selliers.

La cotisation assez élevée que paient les membres, écartant les petits employeurs ou artisans regroupe par le fait des associations d'employeurs.

### LesArti del Popolo di Dio
Cette catégorie hors-classe ou hors-guilde est celle du Popolo, elle est au départ informelle, non constituée. Elle comprend par exemple des poissonniers, des sans-travail, et tout le prolétariat urbain et agricole, pourtant acteurs économiques, qui en sont complètement exclus (le popolo minuto et les ciompi). Les teinturiers, formeront l’Arte dei Tintori, et obtiendront reconnaissance. Les confectionneurs de manteau, formeront l‘Arte dei Farsettai, seront également intégrés à la classe minori.

## Réalisations desArtiencore visibles à Florence
Les œuvres commanditées par les Maggiori :
- les portes de bronze doré du baptistère San Giovanni,
- la façade de l'église de San Miniato al Monte et leur signature par l'aigle dorée figurant au sommet.
- Le Caroccio, char guerrier, également du baptistère Saint-Jean, orné de marbres précieux et de mosaïques et restauré par leurs soins en 1280.
- les statues de leurs saints patrons sur les piliers de la chapelle Orsanmichele, ancienne loggia et entrepôts qu'elles occupaient :

L‘Arte della Lana a été responsable de la bonne marche de la construction du Duomo sur les plans de Filippo Brunelleschi.

## Liste des saints patrons desArtides tabernacles de Orsanmichele
(toutes sont des copies. Les originaux, à l'exception du Saint Georges de Donatello, se trouvant au premier étage qui a été transformé en musée, un des musées gérés par le Bargello, le musée de la sculpture de Florence. En 2024, l'église et le musée ont entièrement été rénovés. Les statues y sont maintenant disposées dans le même ordre que lorsqu'elles étaient dans les niches extérieures, et elles ont été surélevées de façon à restituer une vision de bas en haut, comme c'était le cas quand elles étaient sur les façades de l'église. Saint Georges lui, se trouve au Musée du Bargello depuis le XIXe siècle )
- La Madone de la  rose - Madonna della Rosa (1399 env.) de Pietro di Giovanni Tedesco - commandité par Medici e Speziali (Médecins et Apothicaires)
- Les Quatre Saints couronnés (1409-1417) de Nanni di Banco - commandité par Maestri di Pietra e Legname (Charpentiers et Maçons)
- Saint Luc (1597-1602) de Giambologna - commandité par Giudici e Notai (Juges et Notaires)
- Saint Marc (1411-1413) de Donatello - commandité par Linaivoli e Rigattieri (Tisseurs de lin et Fripiers)
- Saint Philippe (1410-1412) de Nanni di Banco - commandité par Calzauoli (Chausseurs)
- le Christ et Saint Thomas (1467-83) de Andrea del Verrocchio - commandité par Tribunale di Mercanzia (Tribunal des Marchands)
- Saint Eloi (1417-1421) de Nanni di Banco - commandité par Maneschalchi (Maréchaux-ferrants)
- Saint Jacques (1410-1422) de Lamberti - commandité par Pellicciai (Fourreurs et Maroquiniers)
- Saint Pierre (1415) de Bernardo Ciuffagni - commandité par Beccai (Bouchers)
- Saint Jean le Baptiste (1414-1416) de Lorenzo Ghiberti - commandité par Calimala (Négociants de Laine affinée)
- Saint Georges (1415-1417) de Donatello - commandité par Corazzai (Armuriers)
- Saint Matthieu (1419-1423) de Lorenzo Ghiberti - commandité par Cambio (Changeurs)
- Saint Etienne (1427-1428) de Lorenzo Ghiberti - commandité par Lana (Tisseurs de Laine)
- Saint Jean l'évangéliste (1515) de Baccio da Montelupo - commandité par Seta (Soyeux et Orfèvres)

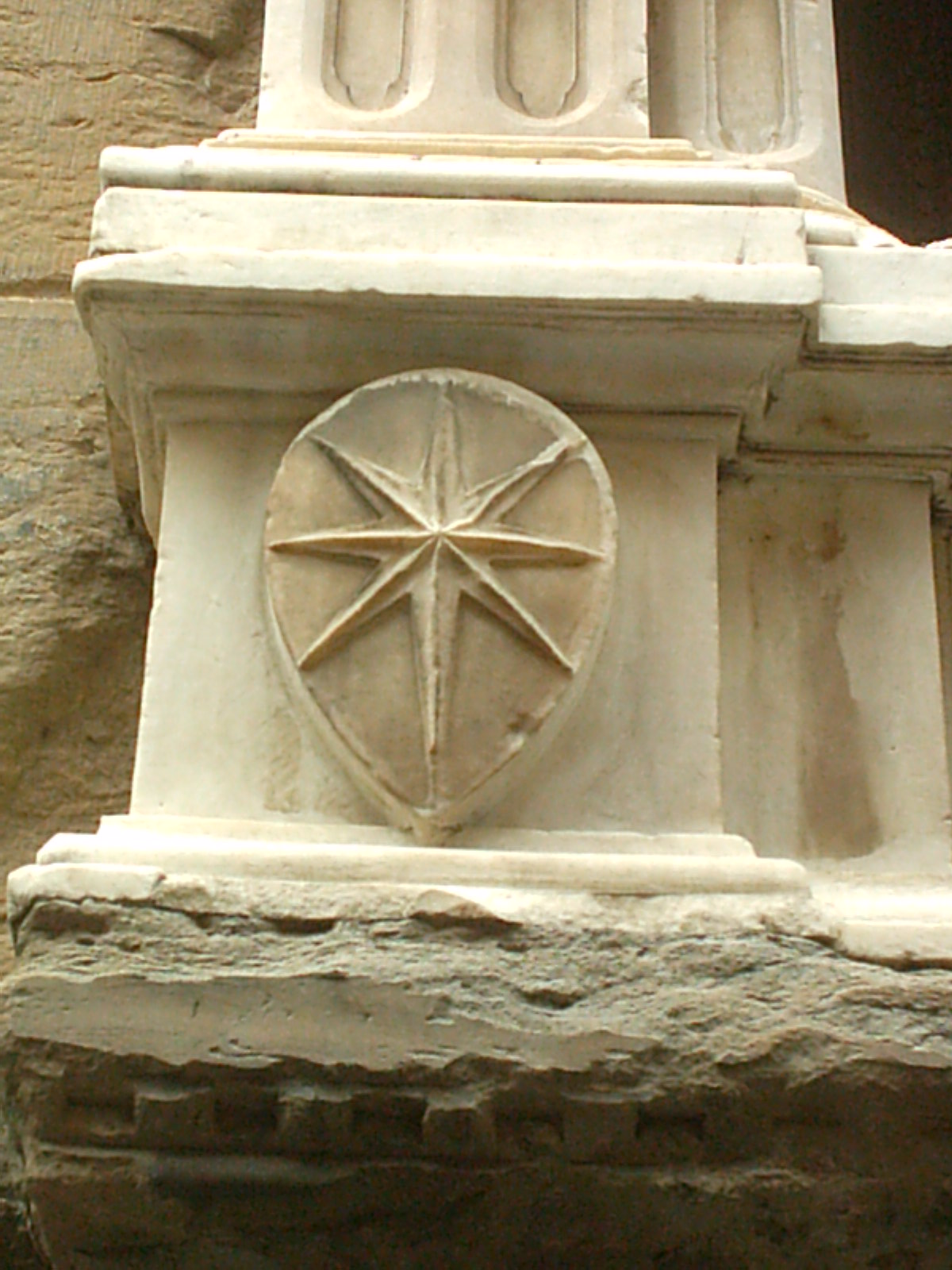
Giudici e Notai
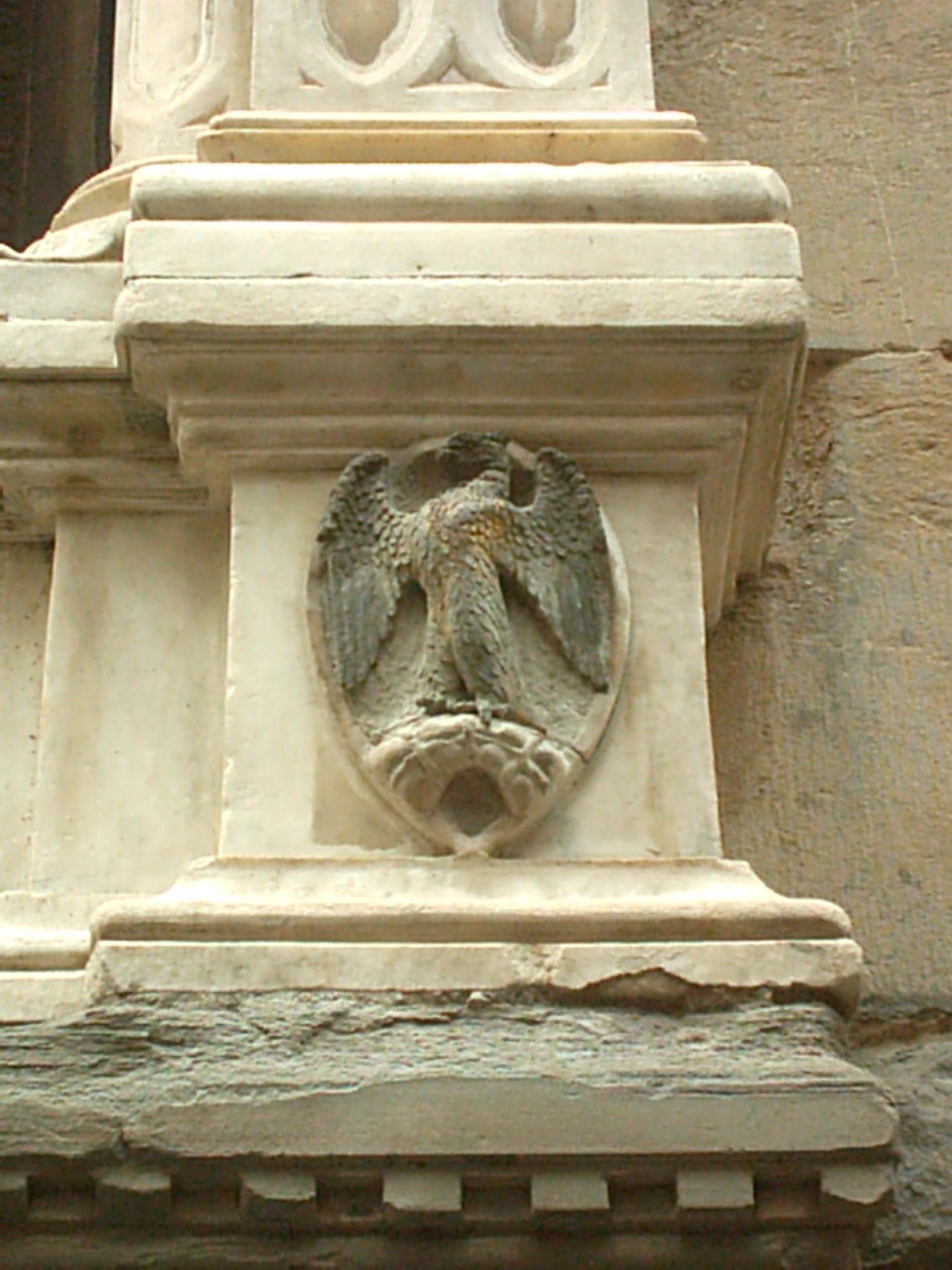
Calimala
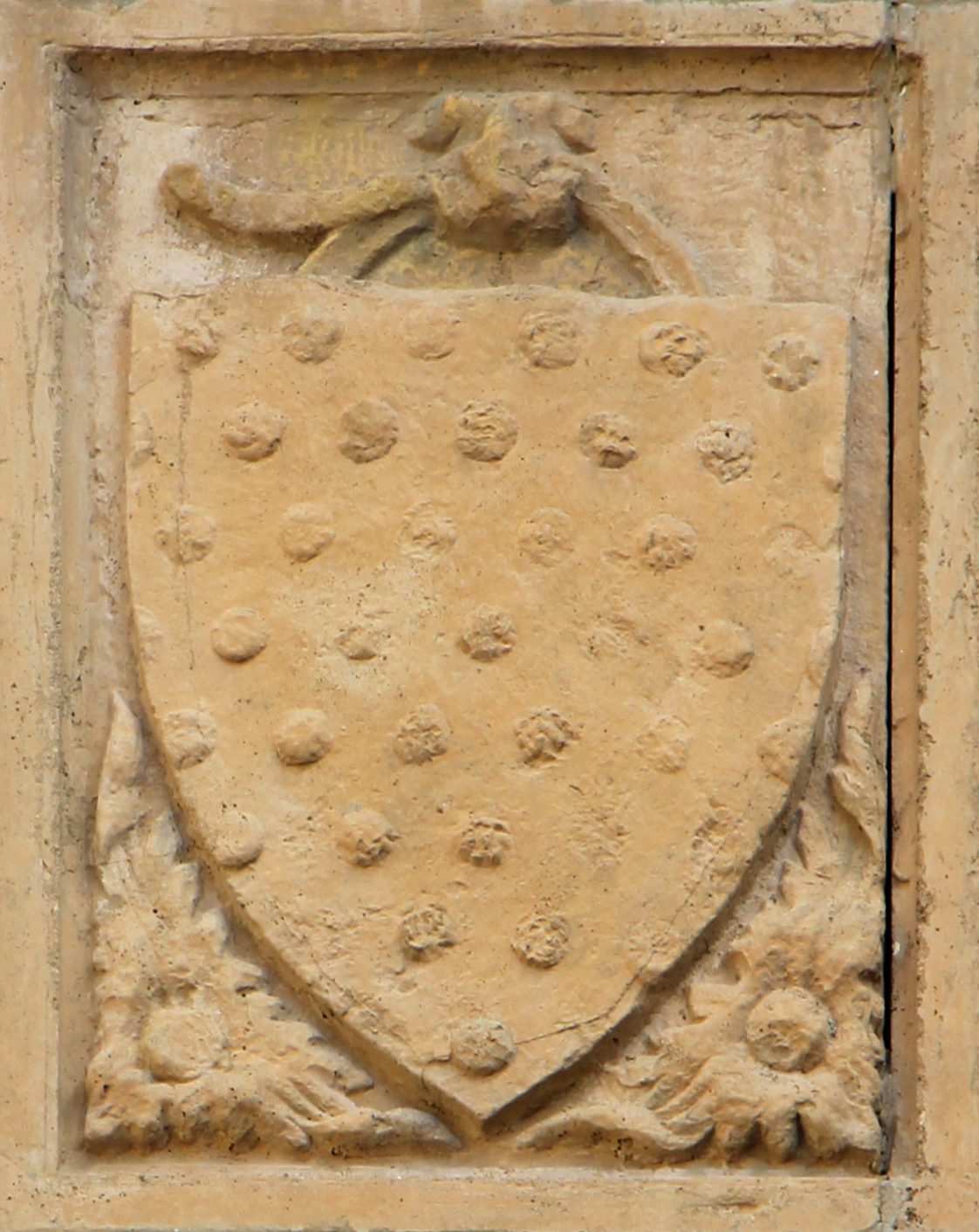
Cambio
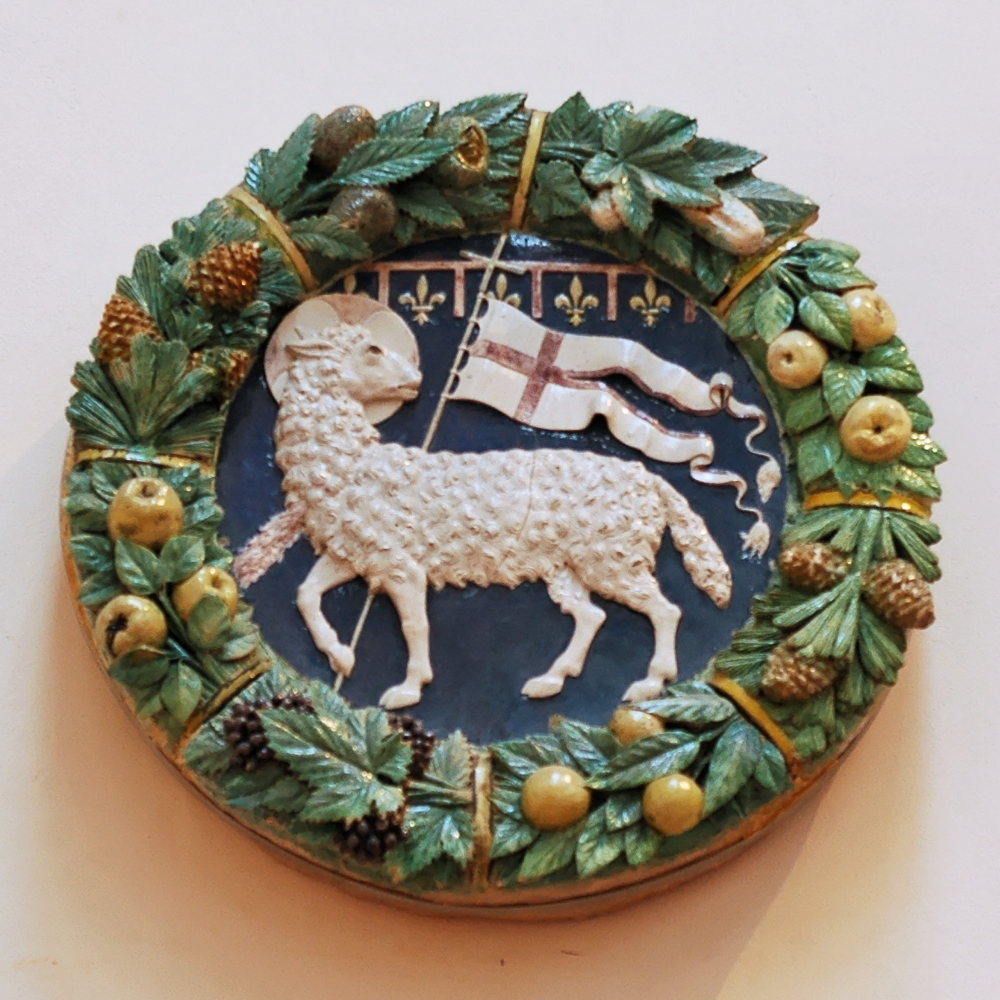
Lana
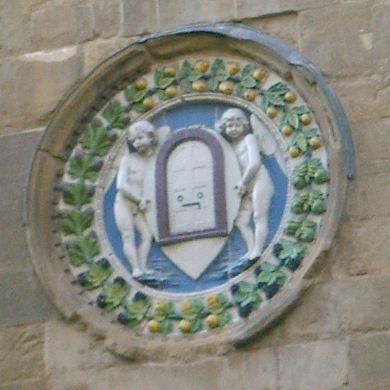
Seta (Por Santa Maria)
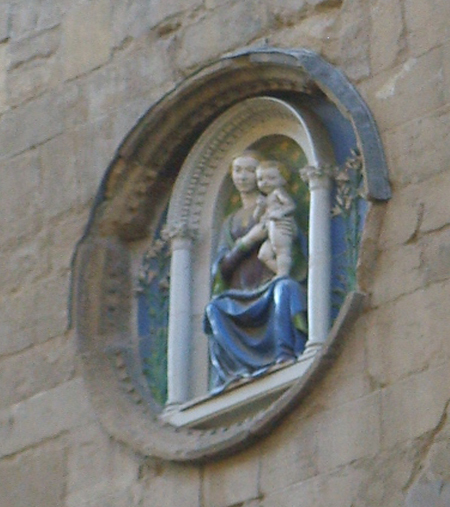
Medici e Speziali
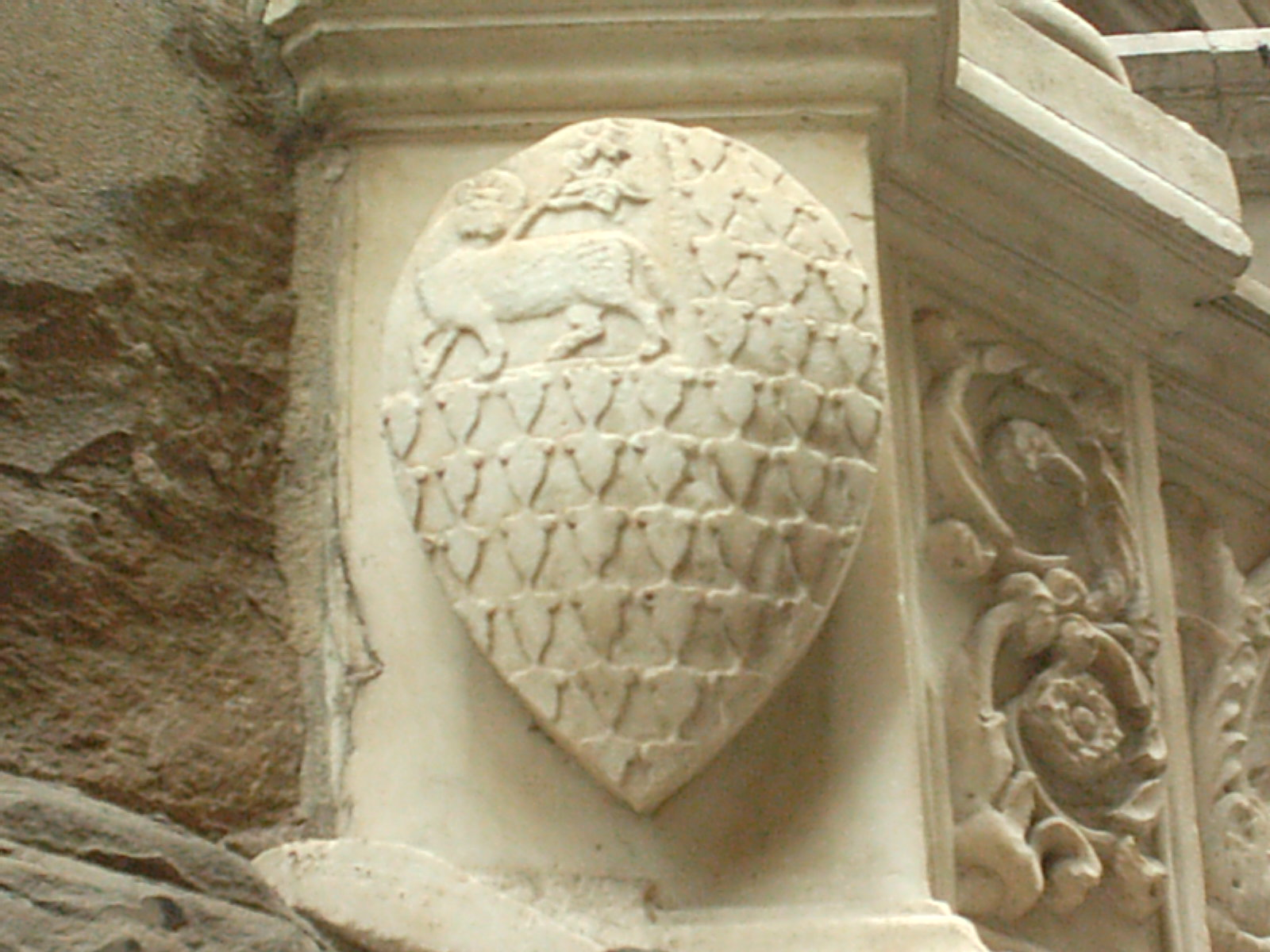
Vaiai
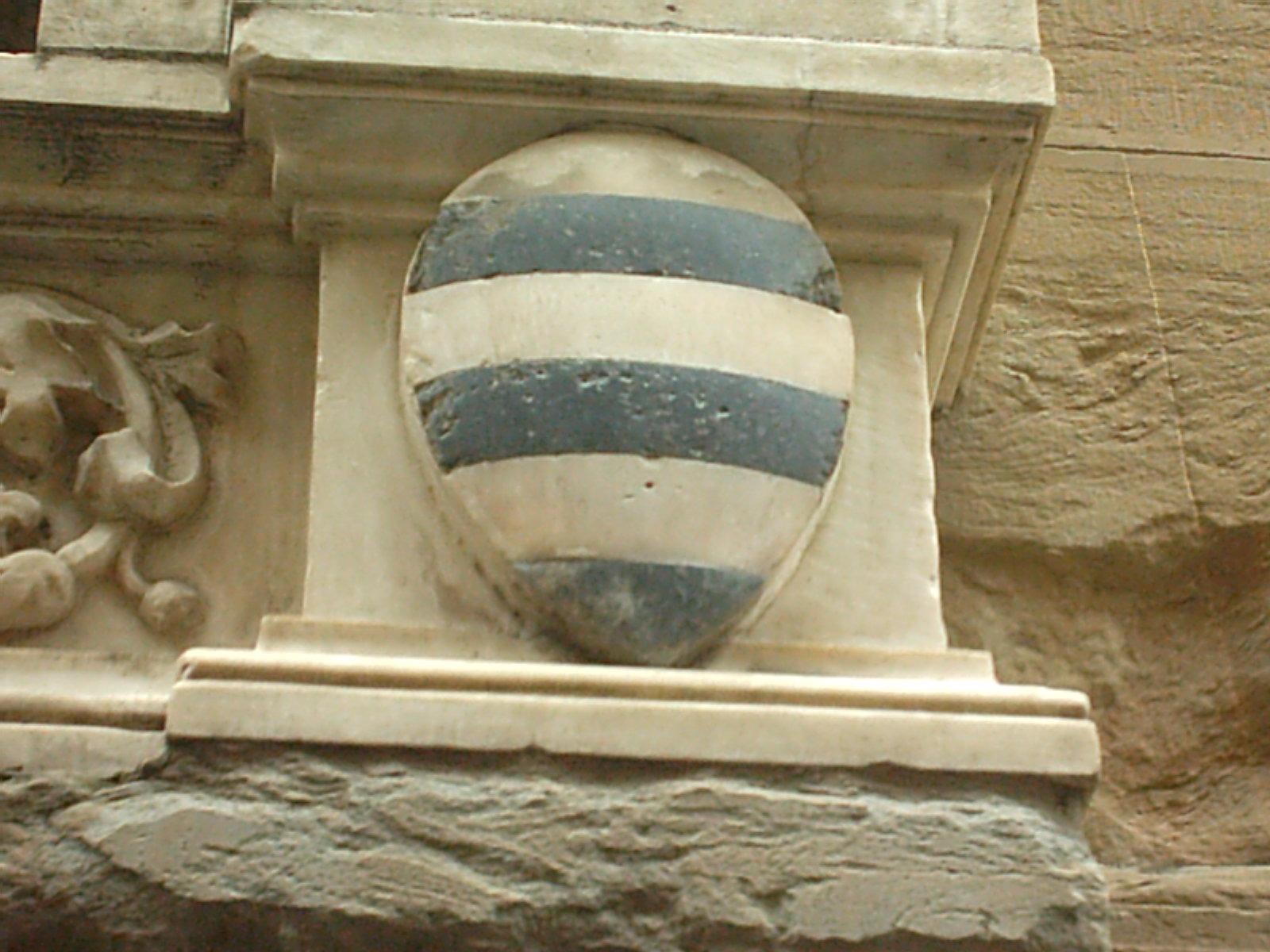
Calzolai
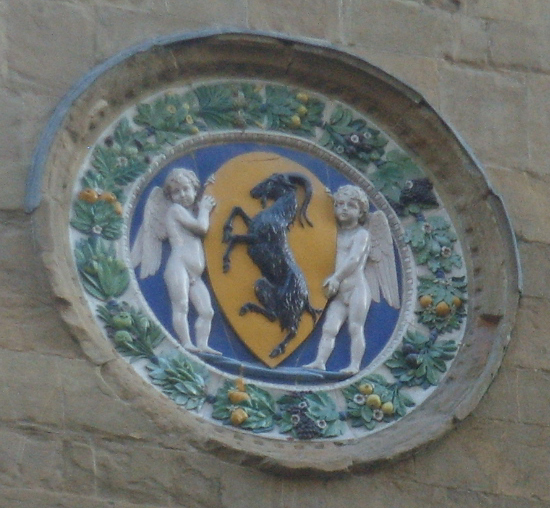
Beccai
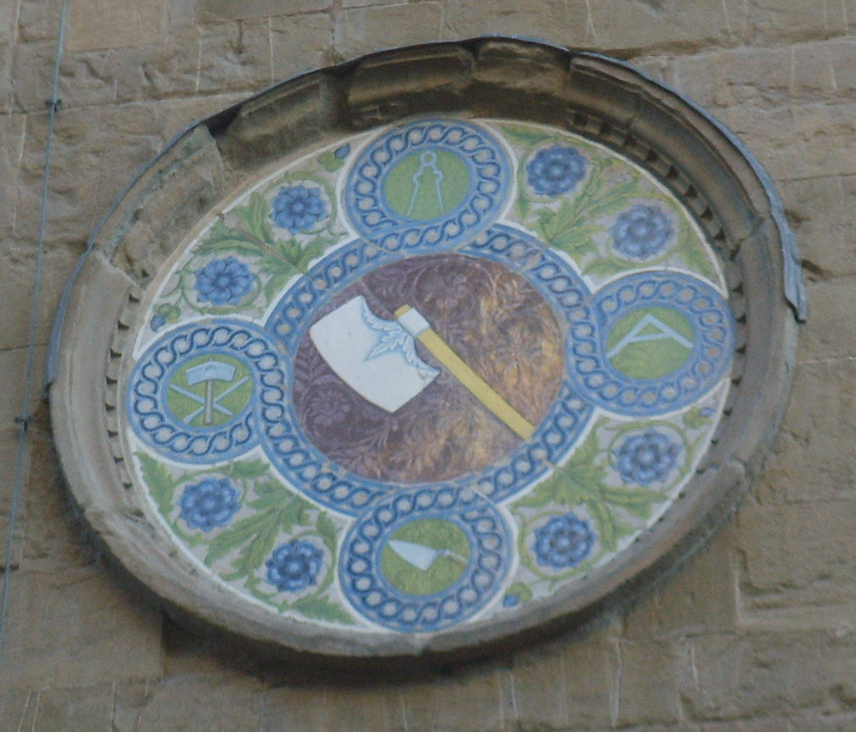
Legnaioli